# Culex patientiae
Culex patientiae är en tvåvingeart som beskrevs av Floch och Fauran 1955. Culex patientiae ingår i släktet Culex och familjen stickmyggor.
Artens utbredningsområde är Franska Guyana. Inga underarter finns listade i Catalogue of Life.